# SN 2000em
SN 2000em – supernowa typu II-pec odkryta 16 listopada 2000 roku w galaktyce A003529-0239. W momencie odkrycia miała maksymalną jasność 18,30m.